# Afstoting (geneeskunde)
Afstoting is een situatie waarbij een donororgaan door het lichaam van de acceptor wordt gezien als lichaamsvreemd. Het afweermechanisme van de acceptor wordt aangezet om dit vreemde lichaam met vreemde MHC-I-receptoren onschadelijk te maken. Deze host-versus-graftreactie is het tegengestelde van de reactie die meestal voorkomt, van de graft-versus-hostreactie, en gaat gepaard met afstotingsverschijnselen.
Te onderscheiden vallen een acute en een chronische afstoting.
- Een acute afstotingsreactie treedt vooral kort, te denken aan enkele maanden na de transplantatie op en gaat gepaard met ernstige ontstekingsverschijnselen.
- Een chronische afstoting is een proces waarbij het getransplanteerde orgaan door een min of meer traag verlopende ontstekingsreactie te gronde wordt gericht. Een chronische afstotingsreactie is met geneesmiddel, met immuunsuppressiva, moeilijker te behandelen dan een acute afstotingsreactie en bepaalt voor een groot deel voor het transplantaat de mogelijkheid om te kunnen overleven.